# Friedrich Gnaß
Friedrich Gnass (né le 13 novembre 1892 à Langendreer, mort le 8 mai 1958 à Berlin) est un acteur allemand.

## Biographie
Friedrich Gnaß grandit dans une ferme de Westphalie et travaille après un apprentissage de machiniste comme marin, mineur, serrurier et grutier. À 31 ans, il prend des cours de théâtre à Hambourg et est engagé au Hamburger Kammerspiele en 1925 et à Bytom en 1926 puis vient à Berlin, à la Volksbühne et au Theater am Schiffbauerdamm. Il participe également à divers groupes de théâtre progressistes.
Sa carrière au cinéma commence en 1929. On le remarque pour son visage ridée et sa voix rauque, malgré son âge. Il joue dans les films plutôt à gauche de Prometheus Film. Après l'arrivée des nazis au pouvoir, Gnass joue en dépit de ses convictions politiques dans des films en faveur de ce régime.
De retour d'Amérique, où il a tourné L'Empereur de Californie, il lance des menaces contre Hitler dans le bateau. Bien qu'il n'ait pas été dénoncé, le bruit se répand, il est condamné à une peine de prison à l'automne 1936. Les scènes où il est présent sont retirés, l'acteur n'a plus le droit de tourner.
Après la Seconde Guerre mondiale, il est engagé dans des théâtres berlinois. De 1949 à sa mort en 1958, il est membre du Berliner Ensemble fondé par Bertolt Brecht. Il revient aussi au cinéma dans les productions de la DEFA.

### Vie privée
La compagne de Friedrich Gnaß fut l'actrice Ilse Trautschold.

## Filmographie
- 1929 : Troika de Vladimir Strizhevsky
- 1929 : Dans la rue de Leo Mittler, Albrecht Viktor Blum
- 1929 : L'Enfer des pauvres de Phil Jutzi
- 1930 : Danton de Hans Behrendt
- 1931 : Luise, Königin von Preußen de Carl Froelich
- 1931 : M le maudit de Fritz Lang
- 1931 : La Tragédie de la mine de Georg Wilhelm Pabst
- 1932 : Raspoutine d'Adolf Trotz
- 1932 : À moi le jour, à toi la nuit (Ich bei Tag und Du bei Nacht) de Ludwig Berger
- 1932 : Morgenrot de Gustav Ucicky
- 1932 : Razzia in St. Pauli de Werner Hochbaum
- 1933 : Les Fugitifs de Gustav Ucicky
- 1933 : Der Stern von Valencia de Alfred Zeisler
- 1934 : Abenteuer eines jungen Herrn in Polen de Gustav Fröhlich
- 1935 : Jeanne d'Arc (Das Mädchen Johanna) de Gustav Ucicky
- 1935 : Hundert Tage de Franz Wenzler
- 1935 : Blutsbrüder de Johann Alexander Hübler-Kahla
- 1935 : Henker, Frauen und Soldaten de Johannes Meyer
- 1938 : Sergent Berry de Herbert Selpin
- 1938 : Pour le mérite de Karl Ritter
- 1938 : Nordlicht de Herbert B. Fredersdorf
- 1938 : Capriccio de Karl Ritter
- 1938 : Les Gens du voyage de Jacques Feyder
- 1938 : Marajo, la lutte sans merci de Eduard von Borsody
- 1938 : Geheimzeichen LB 17 de Victor Tourjanski
- 1939 : Legion Condor de Karl Ritter
- 1939 : Aufruhr in Damaskus de Gustav Ucicky
- 1947 : Wozzeck de Georg C. Klaren
- 1948 : Abgrund de Herbert B. Fredersdorf
- 1949 : Les Quadrilles multicolores de Kurt Maetzig
- 1949 : Der Biberpelz de Erich Engel
- 1949 : Notre pain quotidien de Slatan Dudow
- 1950 : Familie Benthin de Kurt Maetzig, Slatan Dudow, Richard Groschopp
- 1951 : Le Sujet de Sa Majesté de Wolfgang Staudte
- 1952 : Schatten über den Inseln de Otto Meyer
- 1952 : Frauenschicksale de Slatan Dudow
- 1952 : Das verurteilte Dorf de Martin Hellberg
- 1952 : Romance d'un jeune couple de Kurt Maetzig
- 1953 : Anna Susanna de Richard Nicolas
- 1953 : L'Histoire du petit Muck de Wolfgang Staudte
- 1954 : Ernst Thälmann – Sohn seiner Klasse de Kurt Maetzig
- 1954 : Leuchtfeuer de Wolfgang Staudte
- 1955 : Wer seine Frau lieb hat de Kurt Jung-Alsen
- 1955 : Das Stacheltier – Letztes Fach unten rechts de Kurt Jung-Alsen
- 1955 : Einmal ist keinmal de Konrad Wolf
- 1957 : Katzgraben de Max Jaap, Manfred Wekwerth
- 1957 : Mutter Courage und ihre Kinder - Eine Chronik aus dem Dreißigjährigen Krieg in 12 Bildern von Bertolt Brecht de Bertolt Brecht et Erich Engel (metteurs en scène de la pièce) et de Peter Hagen (réalisateur de la captation télévisée) : Bauer (téléfilm, enregistrement théâtral de la pièce Mère Courage et ses enfants)
- 1957 : Spur in die Nacht de Günter Reisch
- 1957 : Gejagt bis zum Morgen de Joachim Hasler
- 1957 : Die Schönste de Ernesto Remani
- 1957 : Spielbank-Affäre - Réalisation : Arthur Pohl
- 1958 : Madeleine et le légionnaire de Wolfgang Staudte

## Source de la traduction
- (de) Cet article est partiellement ou en totalité issu de l’article de Wikipédia en allemand intitulé « Friedrich Gnaß » (voir la liste des auteurs).